# Mobilcom
MobilCom était un opérateur de télécommunications allemand créé par l'homme d'affaires Gehard Schmid dans les années 1990.

## Histoire
La société, créée en 1991 par Gerhard Schmid, est à ses débuts un simple revendeur de services de téléphonie mobile pour le compte d’autres opérateurs. Elle ne devient la deuxième société allemande de commercialisation dans ce secteur que grâce à l'appui de la première, Deutsche Telekom, tout en étant le troisième opérateur de téléphonie fixe, avec 8 % du marché. En décembre 1999, Freenet AG est lancé, en tant que fournisseur de services Internet de MobilCom, qui détient 50,43 % du capital, mais ne lancera ses services ADSL que quatre ans plus tard, en mars 2003.
En mars 2000, conseillé par la Banque Lazard, France Télécom a investi 3,7 milliards d'euros pour prendre 28,5 % du capital, valorisant MobilCom à 80 fois son bénéfice brut d'exploitation. Tous deux créent dans la foulée l'entreprise commune "MobilCom Multimedia GmbH" afin de participer à l'appel d'offres pour une licence UMTS en Allemagne. L'autre actionnaire important est alors Sybille Schmid-Sindram, l'épouse du fondateur, via une société baptisée Millenium, avec 10 % du capital, 49 % si on ajoute les actions contrôlées par son mari.
Fin janvier 2002, France Télécom a refusé à Gerhard Schmid les 11,3 milliards d'euros que celui-ci lui réclamait pour développer un réseau UMTS en Allemagne. Peu après, l'opérateur allemand a reconnu qu'il aura du mal à rembourser 4,7 milliards d'euros  de dettes à un consortium de 17 banques. Le 14 mai 2002, Gerhard Schmid a accusé France Télécom d'être «responsable de l'augmentation des pertes» de MobilCom, passées à 120,7 millions d'euros au premier trimestre 2002, contre 34,8 millions un an auparavant. Gerhard Schmid a aussi déclaré que «France Télécom ne peut pas éviter une reprise totale de MobilCom en vertu de la loi allemande», via une OPA qui l'obligerait à inscrire les dettes de MobilCom dans ses comptes, une obligation contestée par France Télécom, mais qui fait chuter son cours de Bourse.
Le 31 mai 2002, c'est un audit commandé par France Télécom stigmatisant le plan de stock-options de Gerhard Schmid et de sa femme qui fait chuter cette fois le cours de MobilCom.
À l'automne 2002, le gouvernement allemand a promis de verser à la société des aides financières pour la sauver de la faillite. Et en janvier 2003, au terme d'une assemblée générale qui dure plus de douze heures, un plan de sauvetage prévoit que France Télécom passe l’éponge sur les 7 milliards d’euros de dettes de MobilCom, dont il reste actionnaire à hauteur de 28,5 %. Pour aider au désendettement, MobilCom décide de se séparer de sa participation de 50 % dans le fournisseur d’accès à Internet Freenet AG, qui sera introduit en Bourse, avec succès en 2007.